# 吳桀睿
吳桀睿（1993年4月7日—） ，原名吳柏毅，為出身於台灣新北市的棒球選手，目前效力於中華職棒樂天桃猿，守備位置為內野手。
業餘時期為攻擊型捕手，曾參與2016年季中選秀會，卻告落選。暫時無緣職棒的吳柏毅除精進自己攻守實力外，家人也在幫其算命後，以原來名字會犯小人為由，改為現在的名字吳桀睿。經一年磨練，長打能力有所進步，培訓隊總教練郭李建夫鼓勵其再戰職棒殿堂。2017年7月3日舉行的季中選秀會中，被統一7-ELEVEn獅隊以第四輪（全選秀會第14順位）選進，並於八月下旬達成共識，一圓職棒夢。
吳桀睿在入隊時正逢主力二壘手林志祥因陷入婚外情風波而留職停薪（球季結束後自請離隊），因而無縫接軌成為主戰二壘手。但在2018年季末因撲接球造成肩膀受傷，於2019年下半季才歸隊，為了減輕傳球壓力加上守備更好的林靖凱加盟，而轉以一壘手為主。

## 經歷
- 民安國小少棒隊
- 新泰國中青少棒隊
- 南英商工青棒隊
- 台北市中國文化大學棒球隊（美孚巨人）
- 爆米花夏季聯盟二階段借將－台中威達成棒隊（2014年7月－8月）
- 國訓中心棒球隊（2015年10月－2016年9月）
- 台灣電力棒球隊（2016年10月－），因投入職棒放棄預計隔年8月取得的正職缺
- 桃園市開南大學註冊學籍，因此可參與台北世大運
- 中華職棒統一7-ELEVEn獅（2017年8月－2022年）
- 中華職棒統一7-ELEVEn獅基地訓練教練（2023年）
- 中華職棒樂天桃猿（2024年－）
- 中華職棒樂天桃猿二軍打擊教練（2025年－）

## 職棒生涯成績
| 年度 | 球隊           | 出賽 | 打數 | 安打 | 全壘打 | 打點 | 盜壘 | 三振 | 四死 | 壘打數 | 雙殺打 | 打擊率 | 上壘率 | 長打率 | OPS   |
| ---- | -------------- | ---- | ---- | ---- | ------ | ---- | ---- | ---- | ---- | ------ | ------ | ------ | ------ | ------ | ----- |
| 2017 | 統一7-ELEVEn獅 | 6    | 11   | 4    | 0      | 3    | 0    | 1    | 0    | 5      | 1      | 0.364  | 0.333  | 0.455  | 0.788 |
| 2018 | 統一7-ELEVEn獅 | 94   | 357  | 120  | 8      | 55   | 12   | 43   | 37   | 165    | 7      | 0.336  | 0.395  | 0.462  | 0.857 |
| 2019 | 統一7-ELEVEn獅 | 22   | 83   | 27   | 1      | 10   | 3    | 16   | 5    | 34     | 2      | 0.325  | 0.364  | 0.410  | 0.774 |
| 2020 | 統一7-ELEVEn獅 | 67   | 215  | 69   | 3      | 33   | 7    | 29   | 29   | 90     | 7      | 0.321  | 0.400  | 0.419  | 0.819 |
| 2021 | 統一7-ELEVEn獅 | 70   | 183  | 45   | 3      | 31   | 3    | 29   | 25   | 56     | 2      | 0.246  | 0.333  | 0.306  | 0.639 |
| 2022 | 統一7-ELEVEn獅 | 13   | 28   | 4    | 0      | 2    | 0    | 8    | 4    | 4      | 0      | 0.143  | 0.250  | 0.143  | 0.393 |
| 2024 | 樂天桃猿       | 22   | 34   | 5    | 0      | 1    | 0    | 4    | 4    | 5      | 1      | 0.147  | 0.237  | 0.147  | 0.384 |
| 合計 | 7年            | 294  | 911  | 274  | 15     | 135  | 25   | 130  | 104  | 359    | 20     | 0.301  | 0.370  | 0.394  | 0.764 |

## 特殊事蹟
- 2017年9月2日，於臺南市立棒球場首場出賽面對中信兄弟投手楊志龍，擊出職棒生涯首支安打。
- 2018年3月25日，中華職棒29年統一7-ELEVEn獅隊主場開幕戰，於臺南市立棒球場面對富邦悍將投手羅力，擊出職棒生涯首支全壘打，帶有一分打點。